# Горшман, Шира Григорьевна
Шира Григорьевна Горшман (урождённая Ши́ра Ги́ршевна Ку́шнeр; 10 апреля 1906, Кроки, Ковенская губерния — 4 апреля 2001, Ашкелон, Израиль) — еврейская писательница и поэтесса. Писала на идише. Лауреат израильской литературной премии имени Давида Гофштейна.

## Биография и публикации
Родилась в семье Гирша Бенцелевича Кушнера, преподававшего в иешиве, и Ривки-Гитл Эльяшевны Кушнер. В семье было пятеро детей: две дочери — Шира и Брохе-Лее (1907—?) и трое сыновей — Вульф, Израиль-Гдалье (1910—?) и Бенцион. Отец рано умер, а с отчимом отношения не сложились, поэтому она стала жить у деда и бабушки по материнской линии. Во время Первой мировой войны Шира Кушнер, как и все евреи из прифронтовой зоны, была выслана с семьёй в Одессу. В 14 лет вернулась в Ковно, где сначала жила в детском доме, а через некоторое время присоединилась к активистам движения «Гехалуц». Училась в Каунасском еврейском народном университете.
В 1923 году с первым мужем Хаимом Хацкелевичем и новорождённой дочерью поехала в Палестину вместе с отрядом колонистов. Работала в сельскохозяйственных коммунах организации «Гдуд ха-авода» («Трудовой батальон»), в кибуце Рамат-Рахель. В 1926 году Гдуд ха-авода, находившийся под влиянием коммунистов, развалился из-за преследований. Многих лидеров британские власти выслали как агентов Коминтерна. Детей травили в школах, семьи коммунистов лишали медицинского обеспечения и социальной помощи, исключали из профсоюзов. Горшман с товарищами осталась с создателем и руководителем Гдуд-а-Авода Михаэль Элкинд. С ним и большой группой товарищей в 1929 году она вернулась в СССР. Они создали сельскохозяйственную коммуну «Войо нова» (новый путь на эсперанто) в Крыму.
В 1930 году Горшман вторично вышла замуж за московского художника Мендла Горшмана и переехала в Москву. Так она избежала репрессий, обрушившихся на еврейские коммуны во второй половине 1930-х годов. Муж противился попыткам Горшман писать. Поэт Лейб Квитко, друживший с М. Горшманом, обратил внимание на её талант и предложил ей записывать свои истории на бумаге. Вскоре в газетах «Дэр штэрн» («Звезда»), Харьков) и «Дэр Э́мэс» («Правда», Москва) напечатала первые рассказы.
В 1941—1945 годах — в эвакуации. Продолжала публиковать свои рассказы в газете Эйникайт («Единство» (идиш), Москва). Вышел сборник Цум зиг («К победе», Москва, 1944 под редакцией Переца Маркиша). Произведения Ширы Горшман распространялись ЕАК за границей.
Первый сборник рассказов Ширы Горшман Дэр ко́йех фун лэбн («Сила жизни», идиш) был издан в Москве в 1948 году. В 1960-е годы некоторое время жила в Бельцах, затем вернулась в Москву.
В 1961 году в Варшаве вышел её сборник Драй ун дра́йсик новэ́лн («Тридцать три новеллы»). В 1963 году в Москве был издан сборник переводов произведений Горшман на русский язык — «Третье поколение».
Там же вышли сборники Лэбм ун лихт («Жизнь и свет», 1974, русский перевод — 1979, Москва изд-во «Советский писатель»); Лихт ун шотн («Свет и тени», 1977); Их һоб либ ару́мфорн («Я люблю путешествовать», 1981); Йо́нтэв инми́тн вох («Праздник в будни», 1984).
Шира Горшман состояла в редколлегии журнала «Советиш геймланд» («Советская родина»), где публиковались её произведения. В 1989 году в одиночку, оставив в Москве детей и внуков, вторично эмигрировала в Израиль. В Израиле вскоре после приезда познакомилась с поэтом Даниэлем Бен-Нахумом (1910—1992), с которым жила в кибуце Бейт-Зера до его смерти. После смерти Даниэля поселилась в Ашкелоне. Выступала перед читателями, активно участвовала в литературных объединениях. Опубликовала в Израиле сборник повестей и рассказов О́йсдойер («Выживание» — Тель-Авив, 1992) и ещё несколько книг, включавших как старые, так и новые произведения.

## Семья
- Муж — Мендл Хаимович Горшман (1902, Новоборисов — 1972, Москва), график, живописец, книжный иллюстратор[2][3].
- Дочь — Рута Хаймовна Кушнир (урождённая Хацкелевич, в замужестве Сычёва; 25 декабря 1923, Ковно — декабрь 2015, Ашкелон).
- Дочь — Шломита Хаймовна (Суламифь Михайловна) Кушнир (урождённая Хацкелевич; 1925, Иерусалим — 2016, Москва)[4]; была замужем за актёром Иннокентием Смоктуновским.
- Сын — Александр Михайлович Горшман (1937—2021), историк, специалист по истории Бородинской битвы[5][6].